# (38) Leda
(38) Leda es un asteroide que forma parte del cinturón de asteroides y fue descubierto por Jean Chacornac el 12 de enero de 1856 desde el observatorio de París, Francia. Está nombrado por Leda, un personaje de la mitología griega.

## Características orbitales
Leda orbita a una distancia media de 2,74 ua del Sol, pudiendo alejarse hasta 3,167 ua y acercarse hasta 2,314 ua. Su excentricidad es 0,1556 y la inclinación orbital 6,974°. Emplea en completar una órbita alrededor del Sol 1657 días.